# عزلة بني مليك (إب)

تعديل مصدري - تعديل

عزلة بني مليك هي إحدى عزل مديرية مذيخرة في محافظة إب اليمنية ويبلغ تعداد سكانها 5135 نسمة حسب التعداد السكاني في اليمن لعام 2004.